# Parti écologiste
Parti écologiste (deutsch Umweltschutzpartei) ist eine Partei in Frankreich, die 2015 als Abspaltung der grünen Partei Europe Écologie-Les Verts (EELV) gegründet wurde. Ihr ursprünglicher Name lautete Écologistes ! (deutsch Umweltschützer !). Parteivorsitzender ist François de Rugy. Sie kann dem Mitte-links-Spektrum zugeordnet werden. In der Nationalversammlung ist sie mit drei Abgeordneten vertreten, die Mitglieder der Fraktion von LREM sind.

## Hintergrund
Nach dem Sieg von François Hollande bei der Präsidentschaftswahl 2012 war EELV zunächst mit zwei Ministern in der Regierung vertreten. Als jedoch Manuel Valls 2014 Premierminister wurde, entschied die Partei, sich nicht an seinem Kabinett zu beteiligen. Diese Entscheidung war unter führenden Mitgliedern der Partei sehr umstritten. François de Rugy, der Vizepräsident der grünen Fraktion in der französischen Nationalversammlung und Jean-Vincent Placé, der Präsident der grünen Fraktion im Senat, verließen im August 2015 EELV, da sie nicht mit der linken Ausrichtung der Partei einverstanden waren und eine Rückkehr in die Regierung befürworteten. Am 2. September 2015 gründeten sie die neue Partei Écologistes !.

## Union des démocrates et des écologistes
Zusammen mit der 2014 gegründeten Partei Front démocrate von Jean-Luc Bennahmias bildet die Parti écologiste das Bündnis Union des démocrates et des écologistes (UDE).